# Hatting (Dania)
Hatting – miasto w Danii, w regionie Jutlandia Środkowa, w gminie Horsens.